# Garnering (båtar)
Garnering kan även avse dekoration av bakverk och maträtter, se Garnering.
Garnering benämns den invändiga bordläggning som framförallt finns i träfartyg. Garneringen ingår tillsammans med kölsvin, slagvägare och balkvägare skeppets invändiga längsgående förstärkning som ligger på insidan om spanten. Garneringen i ett lastrum underlättade transporten av löst gods i de äldre frakt- och fiskefartygen, samt rengöring mellan olika slags gods. Garnering finns vanligen i alla utrymmen i ett träfartyg, ibland även i senare fartyg med bakomvarande isolering.
Vid järnfartygens införande slopades garneringen såsom i lastrum eller maskinrum eftersom järn- stålfartyg ej behöver en inre bordläggning för styrkan i konstruktionen. I manskapens utrymmen har fartyg inretts med garnering samt bakomvarande isolering mot ljud, kyla, eller värme.